# Naurskij rajon
Il Naurskij rajon (in russo Наурский район?) è un municipal'nyj rajon della Repubblica Autonoma della Cecenia, in Russia.